# Solin (construction)
Pour les articles homonymes, voir Solin.

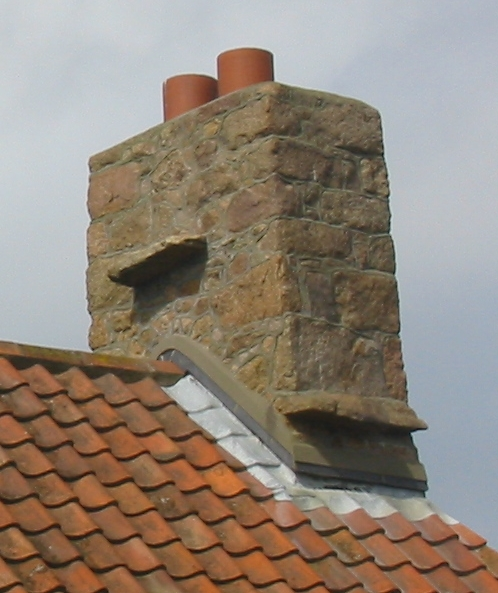
Joint d'étanchéité entre une cheminée en pierre des sorcières et un toit en tuiles sur un bâtiment à Jersey, dans les îles Anglo-Normandes. Le solin en plomb est visible sous forme de feuilles gris clair à la base de la cheminée.

Un solin est un dispositif visant à assurer l'étanchéité, en différents endroits d'une construction et selon différentes modalités.
Il peut s'agir :
- d'une sorte de « couvre joint » en mortier, destiné à assurer l'étanchéité entre un mur et un porte-solin, et à rattraper les inégalités de sol ;
- d'une pièce de plomb, de zinc ou d'aluminium, installée autour d'une cheminée sur un toit de tuiles ou d'ardoises afin de protéger cette dernière des eaux pluviales ; il s'agit alors d'un élément composant un abergement ;
- d'une bande profilée en métal, posée engravée dans un mur acrotère comme couvre-joint de relevé de l'étanchéité, aussi appelée la « bande de solin » ;
- de ciment disposé à combler un angle horizontal. Fin XVIIIe siècle, en termes de couverture, le terme désigne les filets de plâtre ou de mortier qu'on fait le long des murs, des cheminées, des lucarnes, enfin tous les plâtres qui sont parallèles à la longueur de la tuile ou de l'ardoise et qui servent à les sceller ; ceux qui sont parallèles à sa largeur se nomment « filets[1] ».
- fondation légère en pierre, destinée à isoler des remontées d'humidité un mur de terre ou à ossature de bois.